# Scottish Football League 1891-92
La Scottish Football League 1891-92 fue la segunda edición de la Scottish Football League, la máxima categoría del fútbol de Escocia, disputada entre el 15 de agosto de 1891 y el 24 de mayo de 1892. El campeón fue Dumbarton, que ganó el título por segunda vez, después de empatar 1-1 con Abercorn en su último partido.

## Equipos participantes
Al final de la temporada inaugural de su exitoso primer año, la liga celebró su reunión general anual. Según las reglas, los tres últimos equipos de la temporada 1890-91 (St Mirren, Vale of Leven y Cowlairs) fueron propuestos para la reelección a la liga. Clyde y Leith Athletic solicitaron unirse a la liga, mientras que los clubes miembros del campeonato acordaron aumentar el número de equipos a 12.
St Mirren, Vale of Leven, Clyde y Leith Athletic fueron elegidos para unirse a la liga y competirían en la nueva temporada que comenzaba el 15 de agosto, pero Cowlairs no fue reelegido y, en su lugar, se convirtió en miembro fundador de la Scottish Football Alliance. Renton compitió durante los primeros meses de la temporada anterior, pero fue expulsado por la Asociación Escocesa de Fútbol por jugar contra un equipo acusado de profesionalismo; sin embargo, el club apeló con éxito su suspensión y fue readmitido en la liga.
| Equipo              | Localidad  | Estadio          |
| ------------------- | ---------- | ---------------- |
| 3rd LRV             | Glasgow    | Cathkin Park     |
| Abercorn            | Paisley    | Underwood Park   |
| Cambuslang          | Cambuslang | Whitefield Park  |
| Celtic              | Glasgow    | Celtic Park      |
| Clyde               | Glasgow    | Barrowfield Park |
| Dumbarton           | Dumbarton  | Boghead Park     |
| Heart of Midlothian | Edimburgo  | Tynecastle       |
| Leith Athletic      | Leith      | Bank Park        |
| Rangers             | Glasgow    | Ibrox Park       |
| Renton              | Renton     | Tontine Park     |
| St Mirren           | Paisley    | Westmarch        |
| Vale of Leven       | Alexandria | Millburn Park    |

## Desarrollo

### Clasificación
| Pos. | Equipo              | Pts. | PJ | G  | E | P  | GF | GC | Dif. | Clasificación |
| ---- | ------------------- | ---- | -- | -- | - | -- | -- | -- | ---- | ------------- |
| 1    | Dumbarton (C)       | 37   | 22 | 18 | 1 | 3  | 79 | 28 | +51  | Campeón       |
| 2    | Celtic              | 35   | 22 | 16 | 3 | 3  | 62 | 21 | +41  |               |
| 3    | Heart of Midlothian | 34   | 22 | 15 | 4 | 3  | 65 | 35 | +30  |               |
| 4    | Leith Athletic      | 25   | 22 | 12 | 1 | 9  | 51 | 40 | +11  |               |
| 5    | Rangers             | 24   | 22 | 11 | 2 | 9  | 59 | 46 | +13  |               |
| 6    | Renton              | 21   | 22 | 8  | 5 | 9  | 38 | 44 | −6   |               |
| 6    | 3rd LRV             | 21   | 22 | 8  | 5 | 9  | 44 | 47 | −3   |               |
| 8    | Clyde               | 20   | 22 | 8  | 4 | 10 | 63 | 62 | +1   |               |
| 9    | Abercorn            | 17   | 22 | 6  | 5 | 11 | 45 | 59 | −14  |               |
| 10   | St Mirren           | 15   | 22 | 5  | 5 | 12 | 43 | 60 | −17  | Reelegido     |
| 11   | Cambuslang (D)      | 10   | 22 | 2  | 6 | 14 | 21 | 53 | −32  | No reelegido  |
| 12   | Vale of Leven (D)   | 5    | 22 | 0  | 5 | 17 | 24 | 99 | −75  | No reelegido  |

 Fuente: SPFL
| Campeón Dumbarton |
| 2.do título       |